# Scontri armeno-azeri del luglio 2020
Gli scontri armeno-azeri del luglio 2020  furono una serie di combattimenti che iniziarono il 12 luglio 2020 tra le forze armate armene e le forze armate azere. Gli scontri iniziali si verificarono vicino Movses nella provincia di Tavush in Armenia, e ad Ağdam nel distretto di Tovuz in Azerbaigian, al confine di stato armeno-azero.
Entrambe le parti si accusarono reciprocamente di aver riacceso il conflitto, che scoppiò nel pressi del varco di Ganja, una rotta strategica che funge da corridoio energetico e di trasporto per l’Azerbaigian. Secondo gli ex presidenti dell'Armenia, Robert Kocharyan e Serzh Sargsyan, gli scontri sarebbero stati provocati dall'Armenia, mentre il ministro degli affari esteri russo Sergey Lavrov affermò che una sorta di fattore di innesco fosse il fattore geografico: secondo le sue parole, "la decisione dell'Armenia di ripristinare un vecchio posto di frontiera, situato a 15 km di distanza dagli oleodotti di esportazione dell'Azerbaigian, ha causato forti preoccupazioni da un lato e una risposta ingiustificata dall'altro". Secondo Stefan Meister, capo dell’ufficio per il Caucaso meridionale della Fondazione Heinrich Böll, l’escalation fu causata dall’ingresso della parte azera nel territorio armeno, a cui gli armeni reagirono immediatamente. L'International Crisis Group affermò che la violenza scoppiò dopo che un veicolo militare azero si avvicinò al confine con l'Armenia nel pressi del villaggio armeno di Movses.
Le schermaglie proseguirono il 13 luglio con intensità variabile, provocando numerosi feriti e uccidendo almeno 17 militari e un civile. Tra le vittime militari azere si contarono un generale maggiore, un colonnello e due maggiori. Anche il governo armeno riportò la morte di un maggiore, di un capitano e di due sergenti. Le schermaglie furono condotte principalmente attraverso l'artiglieria e i droni, senza l'impiego della fanteria.
Le ostilità tra le due parti ripresero il 27 settembre 2020, questa volta nel Nagorno-Karabakh e non nelle stesse aree degli scontri di luglio. L'escalation si trasformò alla fine in una vera e propria guerra, sfociata nella seconda guerra del Nagorno-Karabakh.